# Іпотечний банк
Іпотечний банк — банк, що спеціалізується на наданні довготермінових кредитів під заставу нерухомості (будівель, землі тощо) та випуску заставних листів, забезпечених нерухомістю.
За законодавством України застава, що забезпечує позику, не передається кредиторові, а залишається у позичальника. На заставлене майно накладається заборона з усіх видів відчуження, про що робиться відмітка в іпотечній книзі.